# Velódromo Máximo Romero
El Velódromo Máximo Romero es un espacio deportivo multipropósito localizado en la ciudad de Valencia en el Estado Carabobo, en la Región Central del país sudamericano de Venezuela.
Se utiliza habitualmente para campeonatos nacionales e internacionales, con eventos como el Ciclismo de Pista, la Vuelta Ciclística a Carabobo o la Copa Internacional de Ciclismo de Ruta de 2013. Su administración y gestión es responsabilidad del Gobierno del Estado Carabobo.
Se ubica cerca de la Maternidad del Sur, de varios campos de béisbol, la Plaza de Toros Monumental de Valencia y los patios y talleres del Metro de Valencia, al sur de la ciudad.